# Winkeler Aue
Die Winkeler Aue ist eine Binneninsel im Rhein.

## Geographische Lage
Die Winkeler Aue gehört zur Gemarkung Winkel der Stadt Oestrich-Winkel im Rheingau-Taunus-Kreis und ist Teil des Inselrheins. Sie liegt in Höhe von Rheinkilometer 520 in der sogenannten Winkeler Bucht, die am Oestricher Kran beginnend durch unterbrochene Parallelwerke auf 2,6 Kilometer Länge und bis zu 300 Meter Breite rechtsrheinisch vom Hauptfahrwasser abgeteilt ist. Die Höhe der Insel beträgt zwischen 79 und 83 und im Mittel 81 Meter.

## Geschichte
Die Winkeler Aue ist eine junge Insel, die nach dem Bau des Parallelwerke uferseitig durch natürliche Anlandungsprozesse besonders nach Hochwasserereignissen entlang des Längswerks aus Schlammbänken gewachsen ist. Diese zeigen je nach Wasserstand rheinaufwärts der Aue ein teilweise erhebliches Ausmaß. Das Inselwachstum dauert an. Auf älteren amtlichen Kartenwerken nach dem Stand von 1968 ist die Winkeler Aue noch namenlos als Sandbank bzw. Untiefe dargestellt, war jedoch schon 1953 mit einigen jungen Baumgruppen bestanden.

## Natur
Die Insel ist Naturschutzgebiet und FFH-Gebiet. Auf dem überwiegend trocken liegenden Teil der Insel hat sich spontan ein Weichholzauenwald mit weitgehend ungestörter Überflutungsdynamik gebildet.
Die Insel ist nachgewiesermaßen Brutplatz für Schwarzmilan, Graugans, Kanadagans und Höckerschwan. Nachgewiesen wurden dort auch Sumpfrohrsänger, Flussregenpfeifer, Gelbspötter, Nachtigall und Gartengrasmücke.
Das Betreten der Insel und der umliegenden Strombauwerke und Anlandungen ist ganzjährig untersagt.